# Сержень-Юрт
Сержень-Юрт (рос. Сержень-Юрт) — село у Шалінському районі Чечні Російської Федерації.
Населення становить 6327 осіб (2019). Входить до складу муніципального утворення Сержень-Юртовське сільське поселення.

## Історія
Згідно із законом від 20 лютого 2009 року органом місцевого самоврядування є Сержень-Юртовське сільське поселення.

## Населення
| 1990  | 2002  | 2010  | 2012  | 2013  | 2014  | 2015  |
| ----- | ----- | ----- | ----- | ----- | ----- | ----- |
| 4062  | ↗4763 | ↗5615 | ↗5787 | ↗5907 | ↗5990 | ↗6061 |
| 2016  | 2017  | 2018  | 2019  |       |       |       |
| ↗6166 | ↗6218 | ↗6257 | ↗6327 |       |       |       |